# Bardallur
Bardallur é um município da Espanha na província de Saragoça, comunidade autónoma de Aragão. Tem 27,57 km² de área e em 2021 tinha 254 habitantes (densidade: 9,2 hab./km²).

## Demografia
| Variação demográfica do município entre 1991 e 2004 | Variação demográfica do município entre 1991 e 2004 | Variação demográfica do município entre 1991 e 2004 | Variação demográfica do município entre 1991 e 2004 |
| --------------------------------------------------- | --------------------------------------------------- | --------------------------------------------------- | --------------------------------------------------- |
| 1991                                                | 1996                                                | 2001                                                | 2004                                                |
| 333                                                 | 311                                                 | 284                                                 | 274                                                 |